# Sumeda Ranasinghe
Pour les articles homonymes, voir Ranasinghe.
 R.M. Sumeda Ranasinghe (né le 10 février 1991 à Kegalle) est un athlète sri-lankais, spécialiste du lancer de javelot.
Avec un record national établi à 83,04 m, il se qualifie pour les Jeux olympiques de Rio en décembre 2015. Il prend la médaille d'argent aux Jeux sud-asiatiques de 2016 avec un lancer à 80,25 m, s'inclinant face à l'Indien Neeraj Chopra.
En 2022, lors des centièmes championnats du Sri Lanka, il remporte le titre avec un nouveau record de la compétition : 82,18 m. Dépossédé du record national en 2024 par Rumesh Tharanga (85,45 m), il réalise 85,78 m en 2025, performance qualificative pour les championnats du monde de Tokyo.